# Блатото Алепу
Вижте пояснителната страница за други значения на Алепу.
Блатото Алепу е защитена местност в България. Намира се в землището на Созопол.
Защитената местност е с площ 176,63 ha. Обявена е на 22 юли 1986 г. с цел запазване на естествените местообитания на защитени и редки водоплаващи птици, както и единственото находище на дяволски орех по Черноморското крайбрежие. До 30 юли 2018 г. блатото Алепу е със статут природна забележителност. Попада в територията на защитената зона от Натура 2000 по директивата за птиците Комплекс Ропотамо.
В защитената местност се забраняват:
- строителство и всякакви други дейности, с които се изменя естествения облик на местността или водния или режим;
- унищожаване на блатната растителност и събиране на плодовете на дяволския орех;
- палене на огън, опожаряване на тръстиката и другата растителност;
- внасяне и развъждане на видове гръбначни животни без съгласуване с Комитета за опазване на природната среда и БАН;
- убиване, улавяне и безпокоене на птиците, разваляне на гнездата и събиране на яйцата им;
- лов и риболов;
- замърсяване на водите.[1]

Разрешени са пашата на домашни животни в извън размножителния период на птиците (1 април – 30 юли), както и добива на сено и традиционното ползване на обработваемите земи.